# Bommerlunder

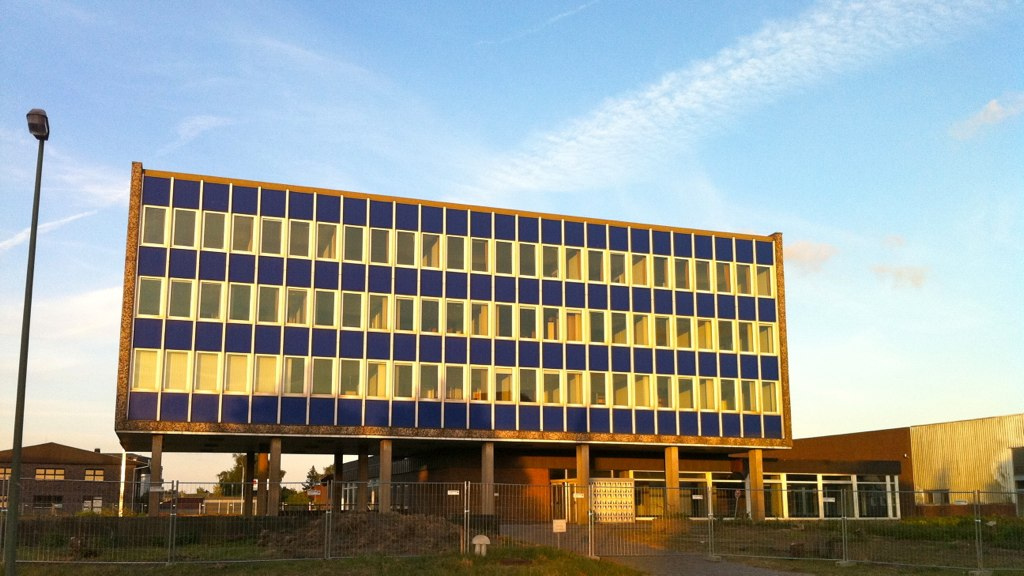
Ehemalige Firmenzentrale von Herm. G. Dethleffsen im Industriegebiet Flensburg-Süd (Schleswiger Straße 107–109 in der Südstadt) vor dem Abriss (Foto 2011)

Bommerlunder ist eine Spirituosenmarke und ein Aquavit bzw. Kümmelbranntwein mit einem Alkoholgehalt von 38 %. Er wird vom Unternehmen Berentzen hergestellt und vertrieben. Die Marke „Bommerlunder“ wurde am 4. April 1895 angemeldet und am 6. Januar 1896 in das deutsche Markenregister eingetragen.

## Geschichte

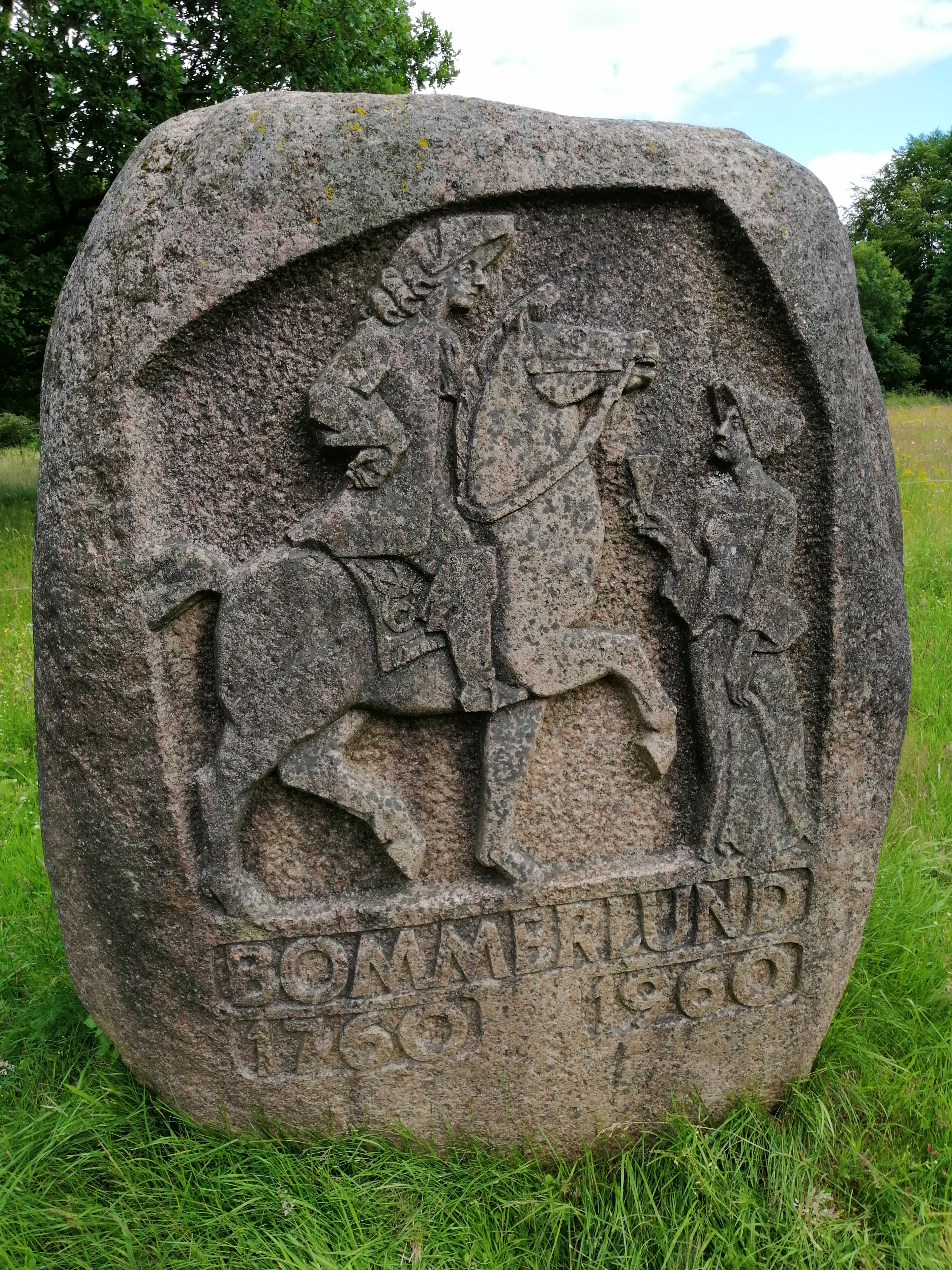
Gedenkstein für den Bommerlund kro am Ochsenweg nahe der Brücke bei Gejlå, 2020

Das Rezept stammt aus dem Gasthaus Bommerlund kro (deutsch Bommerlund Krug) im süddänischen Dorf Bommerlund in der heutigen Gemeinde Bau bei Gejlå zwischen Flensburg und Kliplev, das von 1867 bis 1920 zum Deutschen Reich gehörte.
Im Jahre 1760 rettete sich ein verwundeter französischer Reitersoldat in den Dorfkrug Bommerlund. Der Schankwirt Peter Schwennesen und seine Tochter pflegten den Soldaten gesund. Als Dank für die Behandlung hinterließ der Franzose dem Wirt ein Schnapsrezept. Festgehalten ist diese Szene auf einem 1960 errichteten Gedenkstein für den im Jahr 1900 abgerissenen Bommerlund Kro südlich der Brücke Gejlå Bro über das Flüsschen Gejlå.
Bommerlunder hat eine typisch französische Rezeptur mit Anis und Kümmel. Insgesamt benötigt man aber 26 Kräuter, Alkohol und  Wasser, um den von der Familie Schwennesen bis 1911 dank eines vom Dänenkönig Friedrich V. verliehenen Privilegs destillierten Aquavit herzustellen. Der bereits seit 1738 existierende Flensburger Spirituosenbrenner Dethleffsen kaufte dann die Rechte für 400.000 Goldmark auf.
Seit 1863 wurde auf Gut Søgård gebrannt, dann wurde für lange Zeit ausschließlich in Flensburg produziert. Lange Zeit gehörte Bommerlunder zum Flensburger Unternehmen Herm. G. Dethleffsen, welches in den 1990er Jahren sein Spirituosengeschäft an Berentzen verkaufte. 2000 wurde die Produktion aus Flensburg ins emsländische Haselünne, Hauptsitz von Berentzen, verlagert.

## Rezeption
Die Musikgruppe Die Toten Hosen benannten den Song Eisgekühlter Bommerlunder nach dem Schnaps. Die Gruppe Trio textete in dem Song Trio Bommerlunder den Banana Boat Song von Harry Belafonte um: "Bommerlunder and me wanna go home". Außerdem gibt es den Party-Titel Bom Bom Bommerlunder von Bommi&Luder (eigentlich Rick Bräu&Jasmin), der die Wirkung des Getränks demonstriert. Erschienen ist der Song bei Warner Music im Jahr 2000 (ELF-a Musik).